# Cerkev Povišanja sv. Križa, Vrhpolje
Cerkev povišanja sv. Križa je podružnična cerkev župnije Vrhpolje. Zgrajena je bila že v prvi polovici 15. stoletja.
Prvotna cerkev je bila gotska. V jedru je še ohranjen gotski prezbiterij. Leta 1974 so v njem odkrili zazidano gotsko okno z ostanki krogovičja in poslikanim ostenjem. Na stranicah okna sta v fresko tehniki upodobljeni svetnici, stoječi v naslikanih, zgoraj polkrožno zaključenih nišah. Desna svetnica je sveta Doroteja, s košarico cvetja v roki, leva svetnica pa je neznana. Freski naj bi naslikal slikar iz delavnice v Vremskem Britofu v letih 1450–1500.
Cerkev so prenovili v 17. stoletju. Letnica 1657 je vklesana kar na dveh mestih: na prekladi kamnitega vhodnega portala in na vzidanem reliefu Križanega na zunanji steni prezbiterija. Takrat so verjetno zazidali gotski okni, povišali prezbiterij in ga banjasto obokali ter ga od ladje ločili s polkrožno zaključenim slavolokom. V ta čas sodi tudi obokana stranska kapela in kor. Na steni glavnega oltarja so leta 1771 vgradili sakrarij, omarico za sveta olja. Zidna omarica se zapira s kovinskimi vratci na rešetke. Vratca so vdelana v kamnit okvir z vklesano letnico in okrasnimi reliefi. Posebnost v notranjosti cerkve je še neraziskana grobnica. V njej so ohranjene krste, njihov izvor pa ni znan. Okrog cerkve je nekoč bilo pokopališče, odtod tudi ime Brith.
Leta 1875, po dograditvi nove cerkve, je bila do takrat farna cerkev svetega Primoža in Felicijana posvečena v cerkev svetega Križa. Večino cerkvene opreme so prenesli v novo cerkev. Leta 1888 pa je duhovnik Henrik Dejak oskrbel nov oltar svetega Križa in star križev pot iz vipavske cerkve svetega Štefana, ki ga je Vrhpoljcem daroval dekan Matija Erjavec.

## Vir
1. ↑  »Opis enote nepremične kulturne dediščine, evidenčna številka 4126«. Geografski informacijski sistem kulturne dediščine. Ministrstvo za kulturo Republike Slovenije.

- Materiali TIC Vipava, zanj pripravila Ana Kobal